# Gioiosa Ionica
Gioiosa Ionica is een gemeente in de Italiaanse provincie Reggio Calabria (regio Calabrië) en telt 7027 inwoners (31-12-2004). De oppervlakte bedraagt 36,0 km², de bevolkingsdichtheid is 201 inwoners per km².

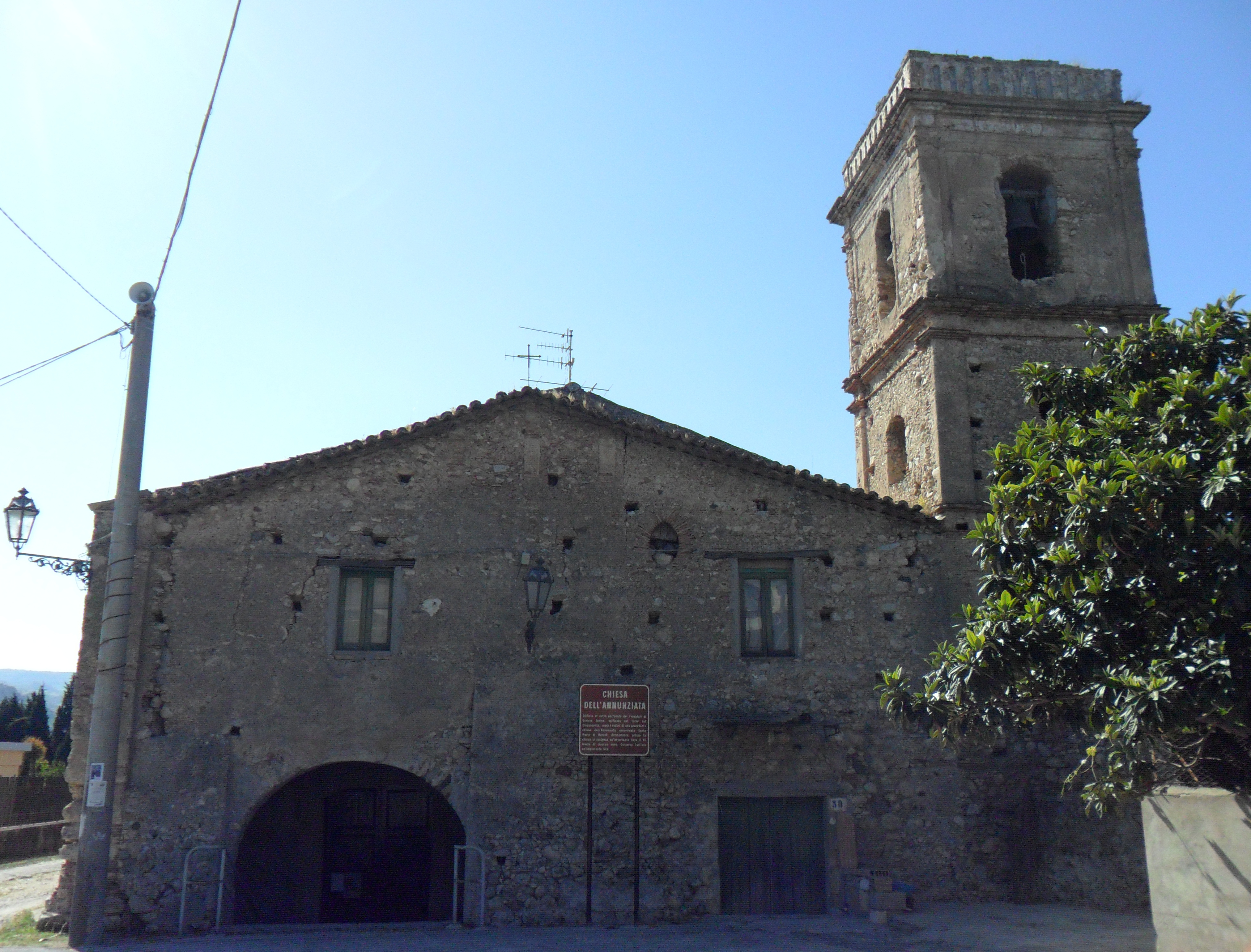
Gioiosa Ionica
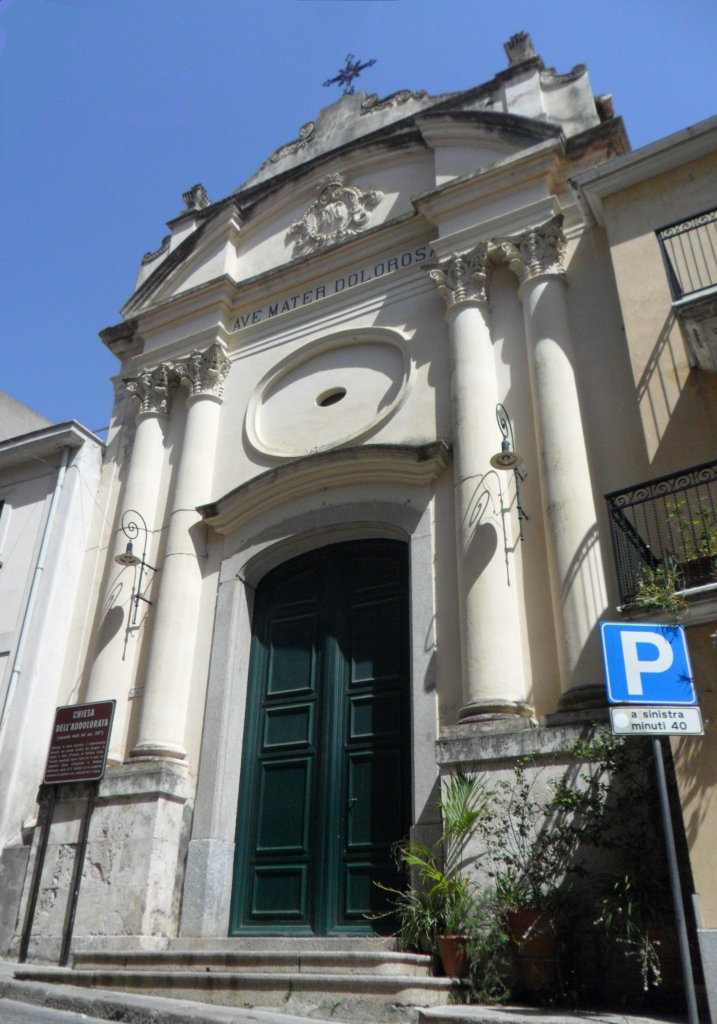
Kerk dell'Addolorata
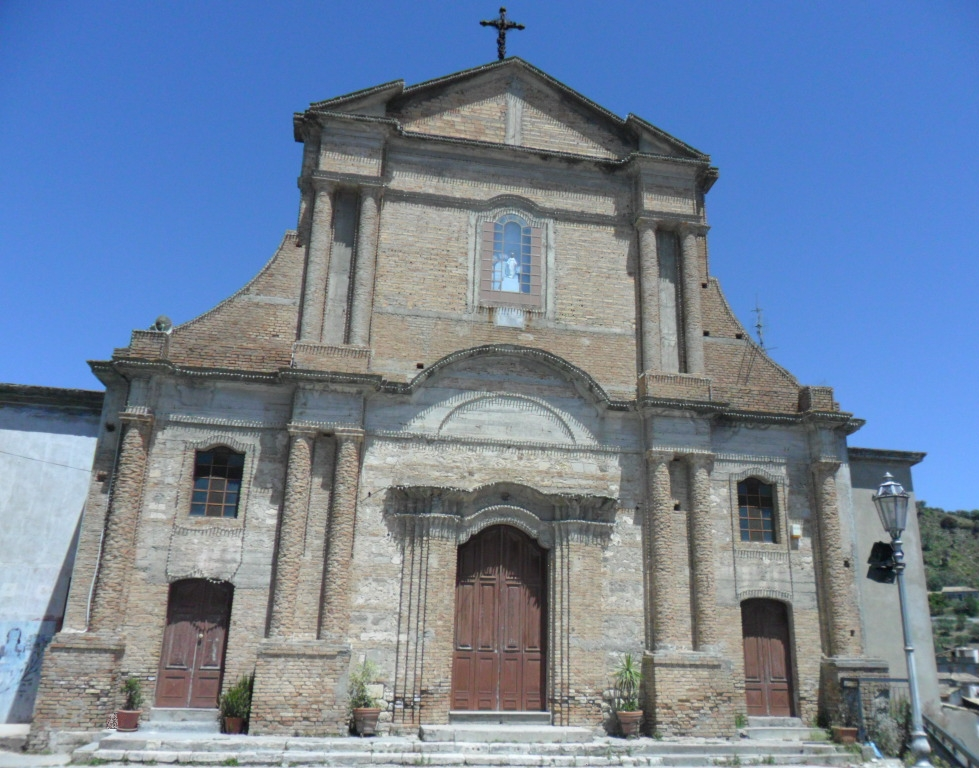
Hoofdkerk San Giovanni Battista
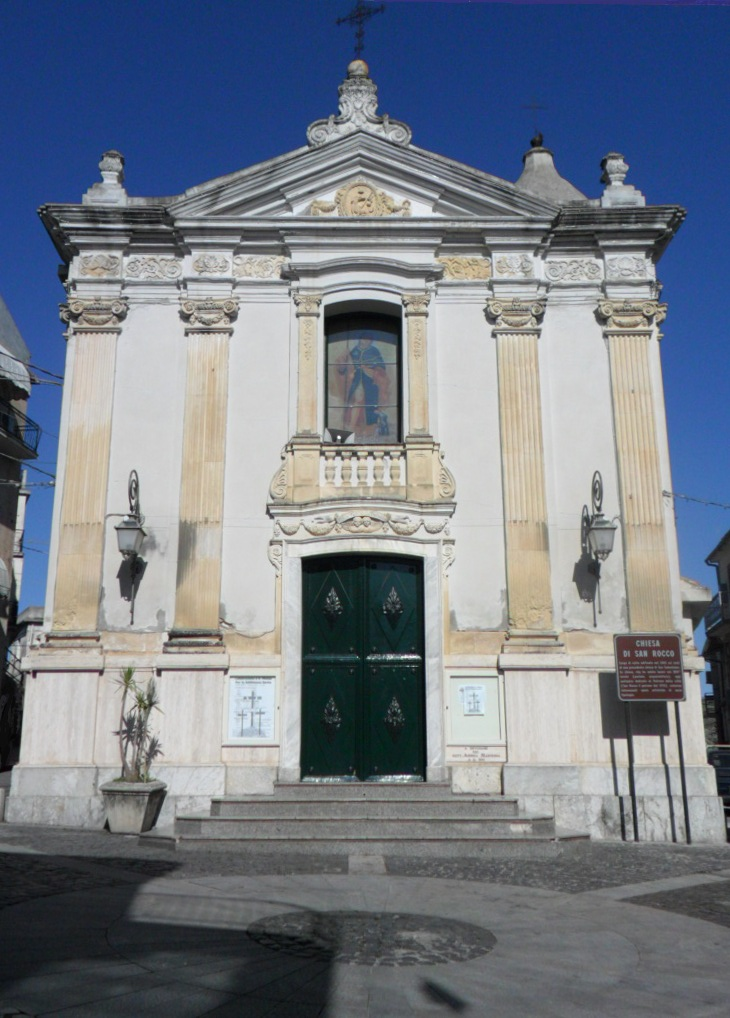
Kerk San Rocco
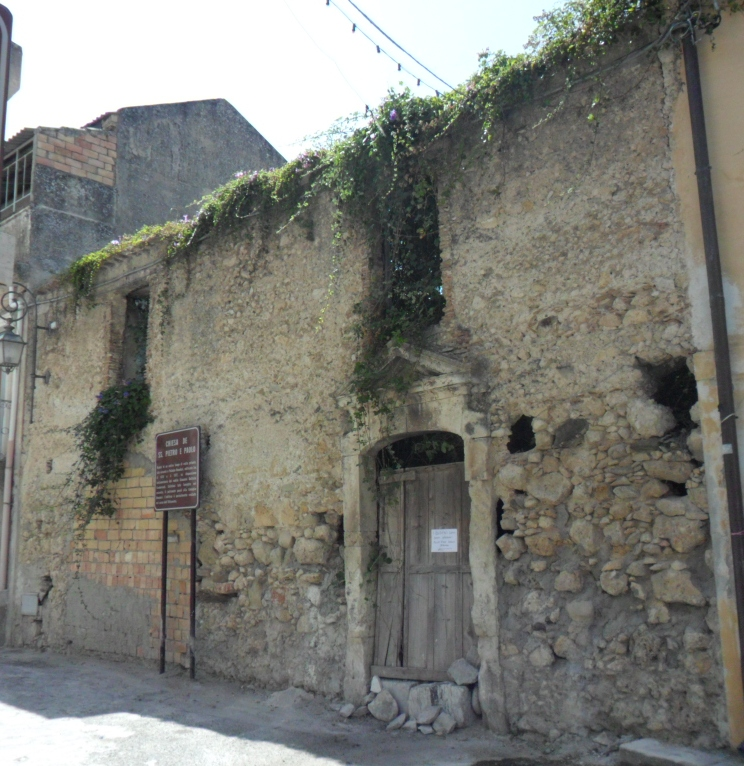
Kerk Santi Pietro e Paolo
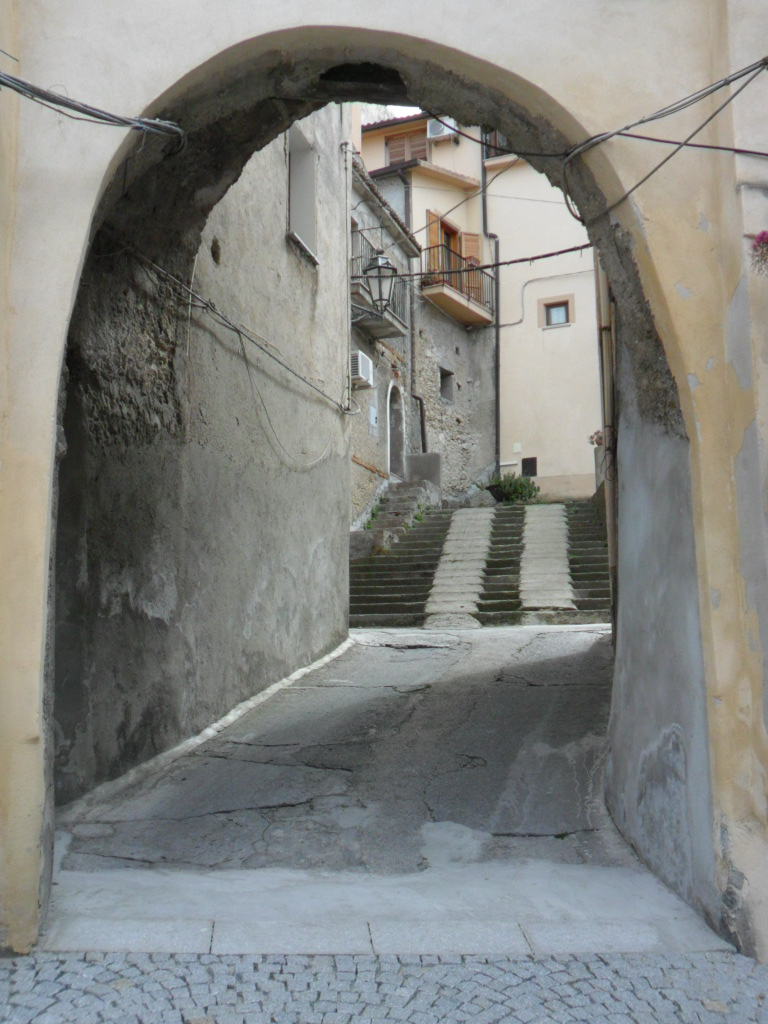
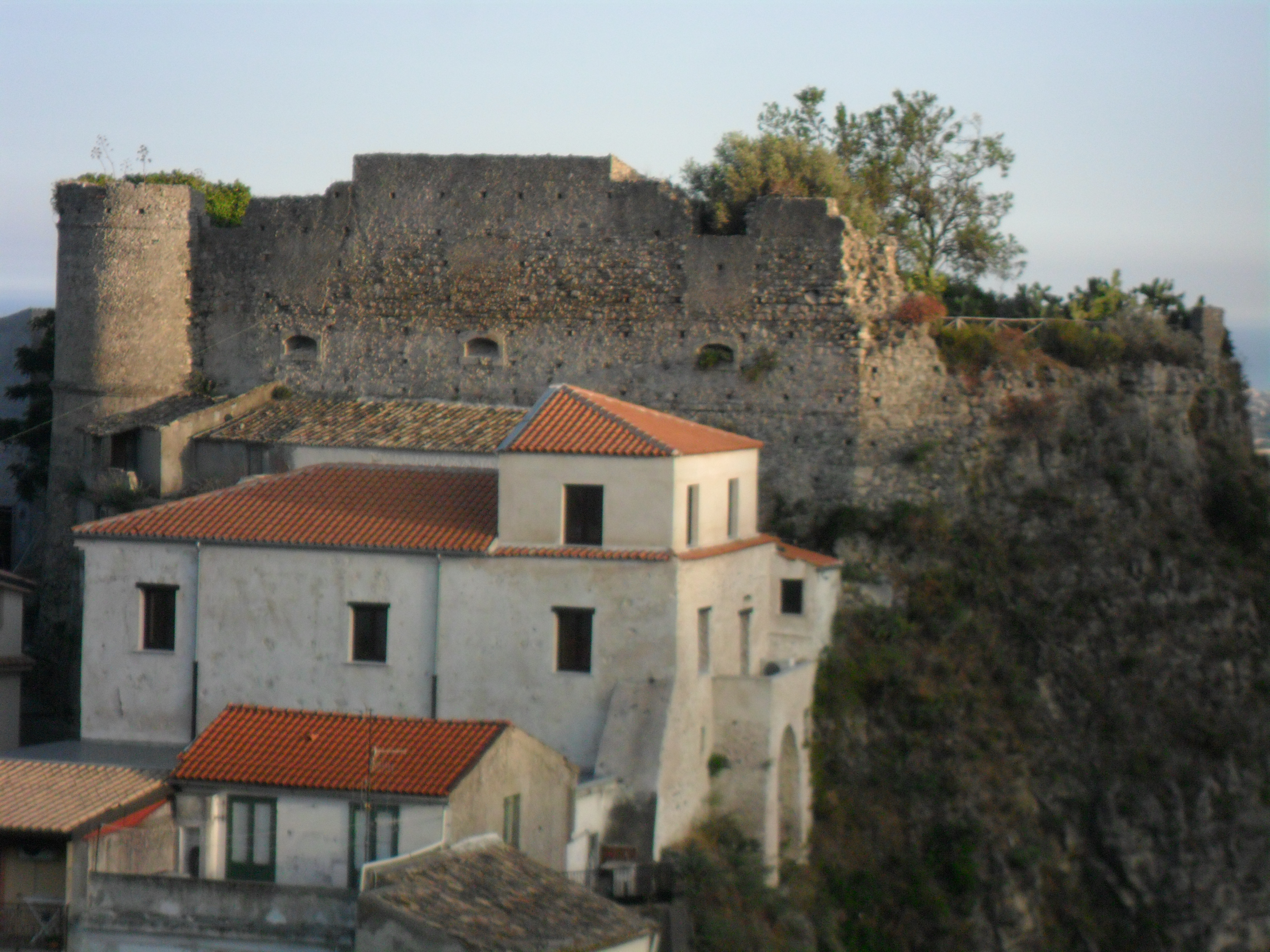
Kasteel en theater
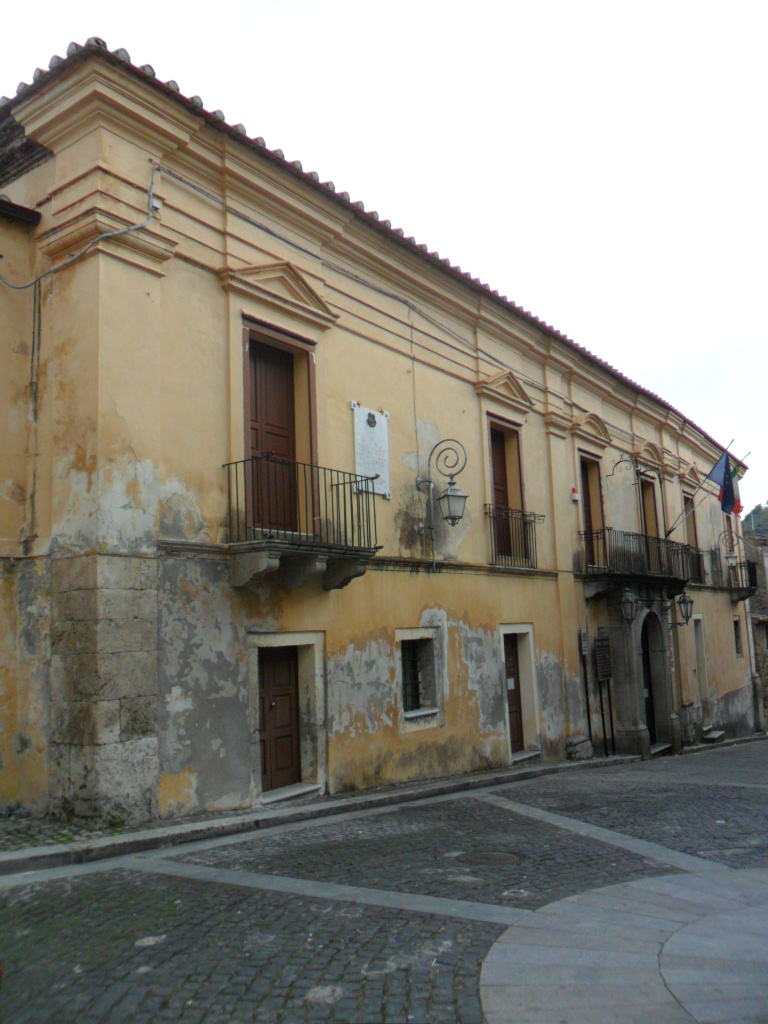
Palazzo Amaduri
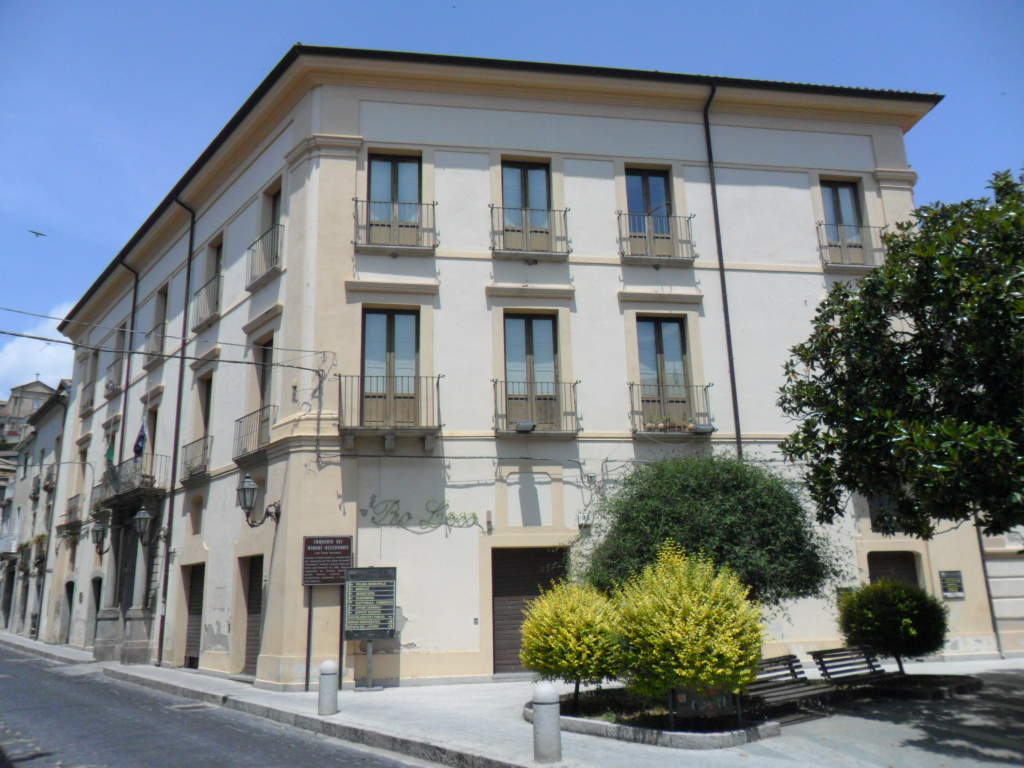
Gemeentehuis

## Demografie
Gioiosa Ionica telt ongeveer 2432 huishoudens. Het aantal inwoners daalde in de periode 1991-2001 met 0,4% volgens cijfers uit de tienjaarlijkse volkstellingen van ISTAT.
| Jaar | Inwoneraantal |
| ---- | ------------- |
| 1991 | 7071          |
| 2001 | 7044          |

## Geografie
Gioiosa Ionica grenst aan de volgende gemeenten: Grotteria, Marina di Gioiosa Ionica, Martone, Roccella Ionica.